# 고소공포증 (영화)
고소공포증(High Anxiety)은 미국에서 제작된 멜 브룩스 감독의 1977년 코미디 영화이다. 멜 브룩스 등이 주연으로 출연하였고 멜 브룩스 등이 제작에 참여하였다.

## 출연

### 주연
- 멜 브룩스
- 매들린 칸

### 조연
- 클로리스 리치먼
- 하비 콜먼
- 론 캐리
- 하워드 모리스
- 딕 밴 패튼
- 잭 라일리
- 찰리 캘라스
- 론 클락
- 루디 드 루카
- 배리 레빈슨
- 리 딜라노
- 리처드 스탈
- 대럴 즈월링
- 머피 던
- 엘 홉슨
- 로버트 리젤리
- 앨버트 위트록
- 펄 쉐어
- 아놀드 소볼로프
- 에디 라이더
- 샌디 헬버그
- 프레드 프랭클린
- 데보라 도스
- 버니 쿠비
- 빌리 샌즈
- 아이라 밀러

## 제작진
- 미술: 피터 울리
- 의상: 패트리시아 노리스